# 최성국 (배우)
최성국(崔成國, 1970년 12월 2일 ~ )은 대한민국의 배우이다.

## 학력
- 서울여의도초등학교 졸업
- 여의도중학교 졸업
- 여의도고등학교 졸업
- 서울예술대학 연극과 전문학사

## 출연작

### 연극
- 1994년 《오셀로》 ... 오셀로 역(주인공)

### 영화
- 2002년 《색즉시공》 ... 성국 역
- 2003년 《낭만자객》 ... 예랑 역
- 2005년 《연애술사》(우정출연)
- 2005년 《이대로, 죽을 순 없다》 ... 차진철 형사 역
- 2006년 《구세주》 ... 임정환 역
- 2006년 《연리지》 ... 경민 역
- 2007년 《김관장 대 김관장 대 김관장》 ... 검도 김 관장 역
- 2007년 《만남의 광장》 ... 근사한 남자 역 (우정출연)
- 2007년 《색즉시공 2》 ... 성국 역
- 2008년 《대한이, 민국씨》 ... 김대한 역
- 2009년 《구세주 2》 ... 임정환 역
- 2014년 《레쓰링》 ... 해주 역
- 2017년 《구세주: 리턴즈》 (2017년) ... 상훈 역
- 2021년 《스크린》(2021년) 전국집 칼국수

### 예능
- 2016년~2021년 SBS 《불타는 청춘》
- 2016년~2017년 채널A 《싱데렐라》
- 2022년~현재 TV조선 《조선의 사랑꾼》
- 2022년 MBN 《미스터리 듀엣》

### CF
- 1998년 동서식품 맥스웰하우스
- 2003년 GC녹십자 제놀 쿨
- 2003년 이시니스 온켓
- 2005년 SK브로드밴드 하나폰 005 국제전화
- 2006년 롯데웰푸드 꼬깔콘 (최상학과 함께 출연)
- 2007년 농심 건면세대

### 드라마
| 연도 | 방송사          | 제목                                      | 역할        | 비고     |
| ---- | --------------- | ----------------------------------------- | ----------- | -------- |
| 1995 | SBS             | 째즈                                      | 이동철      |          |
| 1995 | SBS             | 국화와 칼                                 |             |          |
| 1995 | SBS             | 부자유친                                  | 이정표      |          |
| 1995 | SBS             | 엄마의 깃발                               | 박영민      |          |
| 1995 | SBS             | 8월의 신부                                | 청년 나석호 |          |
| 1997 | KBS2            | 오늘은 왠지                               |             |          |
| 1997 | KBS2            | 장미의 눈물                               |             |          |
| 1998 | KBS             | 전설의 고향 (조강지처 편)                 | 김생        |          |
| 1998 | MBC             | 맨발로 뛰어라                             | 윤재        |          |
| 1999 | SBS             | 맛을 보여드립니다                         | 은기        |          |
| 1999 | KBS2            | 부부클리닉 사랑과전쟁 3화 사랑의 유통기한 |             |          |
| 2001 | SBS             | 순자                                      | 윤여준      |          |
| 2001 | SBS             | 허니허니                                  |             |          |
| 2002 | SBS             | 대박가족                                  | 최성국      |          |
| 2003 | SBS             | 압구정 종갓집                             | 최성국      |          |
| 2005 | MBC             | MBC 베스트극장 - 가리봉 오션스 일레븐     | 양진국      |          |
| 2010 | MBC             | 장난스런 키스                             | 왕경수      |          |
| 2012 | KBS 2TV         | 울랄라 부부                               | 이백호      |          |
| 2014 | SBS             | 끝없는 사랑                               | 조원규      |          |
| 2014 | 네이버 TV       | 최고의 미래                               | 홍반장      |          |
| 2014 | 네이버 TV       | 미스 하이에나                             | 황규식 과장 |          |
| 2014 | KBS2            | 하이스쿨 러브온                           | 인간천사    |          |
| 2016 | KBS2            | 월계수 양복점 신사들                      | 박태섭      | 특별출연 |
| 2019 | MBN & iHQ DRAMA | 최고의 치킨                               | 서공철      |          |